# Language Integrated Query

LINQ в составе .NET Framework

Language Integrated Query (LINQ) — проект Microsoft по добавлению синтаксиса языка запросов, напоминающего SQL, в языки программирования платформы .NET Framework. Ранее был реализован в языках C# и Visual Basic .NET. Множество концепций, которые вводит LINQ, изначально опробовали в исследовательском проекте Microsoft Cω.
LINQ выпущен вместе с Visual Studio 2008 в конце ноября 2007 года.
Для быстрого создания и отладки запросов LINQ существует специализированная утилита LINQPad.

## Особенности языка
Используя некоторые новые особенности языка, LINQ позволяет использовать SQL-подобный синтаксис непосредственно в коде программы, написанной, например, на языке C#:
- Анонимная типизация
- Методы расширения
- Лямбда-исчисление
- Дерево выражений (англ. Expression tree)
- Стандартные операторы языка запросов